# Астангов, Михаил Фёдорович
Михаи́л Фёдорович Аста́нгов (фамилия при рождении — Ру́жников; 21 октября (3 ноября) 1900, Варшава, Российская империя — 20 апреля 1965, Москва, СССР) — советский актёр театра и кино, театральный педагог. Народный артист СССР (1955). Лауреат трёх Сталинских премий (1948, 1950, 1951).

## Биография
Родился 3 ноября 1900 года в Варшаве, в семье железнодорожного служащего. В начале Первой мировой войны родители переехали в Москву, и Астангов больше не бывал в Варшаве вплоть до гастролей 1953 года.
В 1918 году окончил 12-ю Московскую гимназию и поступил на юридический факультет Московского университета, где его сокурсниками были Рубен Симонов, Андрей Лобанов и Осип Абдулов. Играл в любительских спектаклях, занимался в театральной студии актрисы Малого театра А. А. Матвеевой, брал уроки в студии Александра Гейрота.
В 1919—1921 годах — счетовод и заведующий продовольственным отделом Хамовнического совета Москвы.
В 1920—1922 годах учился в Драматической студии имени Ф. И. Шаляпина, ставшей для него настоящей актёрской школой и первой профессиональной сценой. Наибольшее влияние на молодого актёра оказал его педагог Леонид Леонидов.

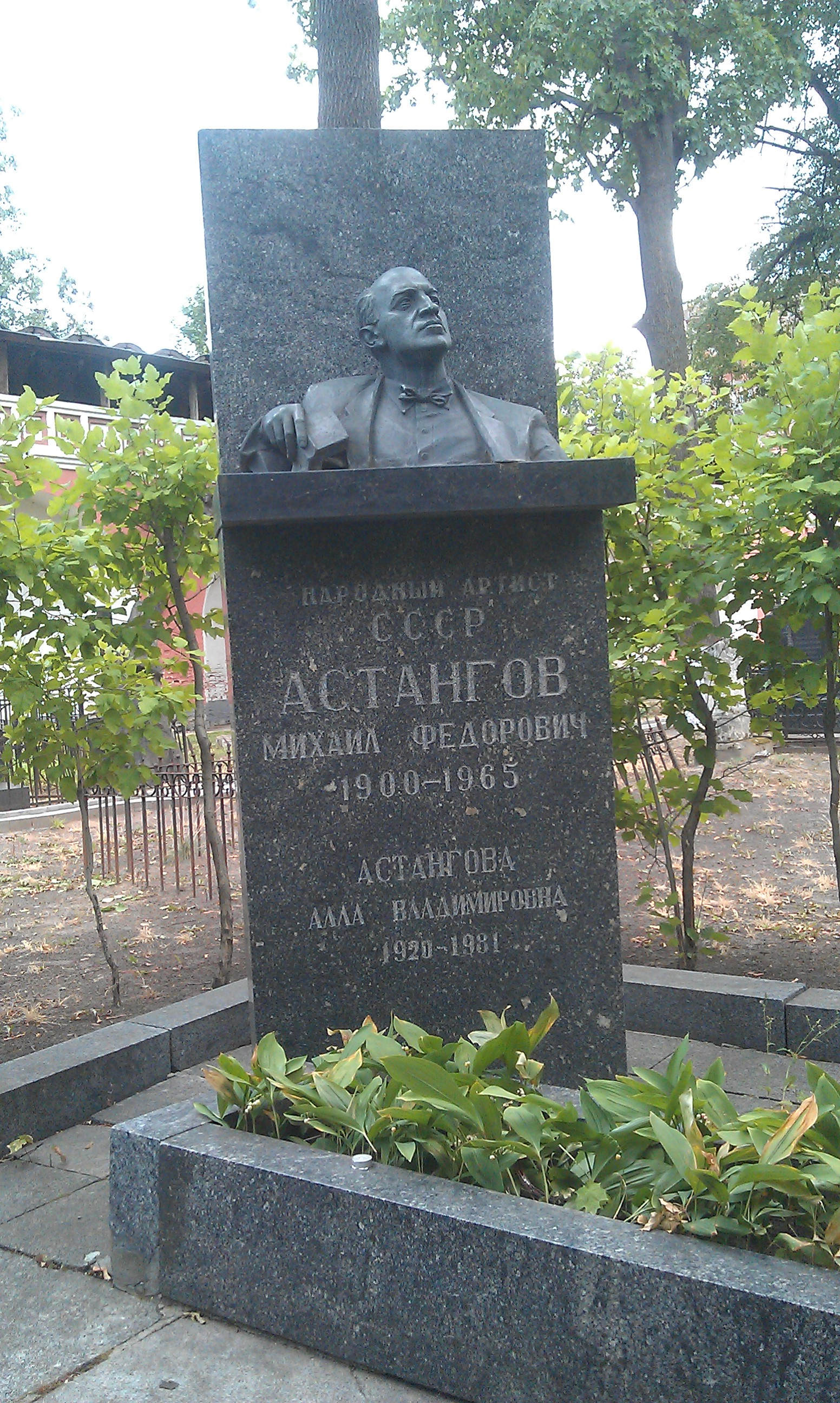
Могила Астангова на кладбище Донского монастыря

В 1922—1923 годах служил актёром театра Дома печати, а в 1923—1925 годах — Московского театра имени В. Ф. Комиссаржевской. С 1925 по 1927 год был актёром Московского театра Революции, затем до 1928 года служил в Одесском русском драматическом театре имени А. В. Иванова, в том же году выходил на сцену Первого передвижного театра в Москве и Казанского театра русской драмы, где играл до 1929 года. В 1929—1930 годах был артистом Ленинградского театра Народного дома, после чего вернулся в Московский театр Революции, где играл вплоть до 1941 года.
Следующие три года провёл в эвакуации, снимаясь на «Мосфильме». По возвращении в Москву до 1945 года играл в Театре имени Моссовета. С 1945 года и до конца жизни — артист Театра имени Е. Б. Вахтангова.
Будучи актёром-интеллектуалом, блестяще владел искусством психологического гротеска, стремился к философскому постижению создаваемого образа. Его творчеству были свойственны углубленный психологизм, философичность сценических образов и обостренная эмоциональность. Исполнял преимущественно роли отрицательных персонажей.
Преподавал в ГИТИСе, с 1939 года входил в Учёный совет института.
Скончался Михаил Астангов 20 апреля 1965 года в Москве от приступа аппендицита (перитонита). Похоронен на кладбище Донского монастыря.

## Личная жизнь
Первая жена — актриса Елена Осиповна Адамайтис-Астангова (1899—1956).
Вторая жена — актриса Алла Владимировна Астангова (в девичестве Потатосова, 1920—1981), сочетались браком за несколько лет до смерти актёра.
Официально детей у Астангова не было, однако в театральных кругах ходили упорные слухи, будто он был биологическим отцом известного кинорежиссёра Юрия Чулюкина (1929—1987), с которым имел удивительное сходство. По словам первой жены Чулюкина Натальи Кустинской, его мать училась в ГИТИСе на курсе Астангова, однако тема эта в семье была закрыта.

## Творчество

### Роли в театре
Драматическая студия имени Ф. И. Шаляпина
- 1920 — «Зелёный попугай» А. Шницлера — Маркиз
- «Революционная свадьба» С. Михаэлиса

Московский театр имени В. Ф. Комиссаржевской
- 1925 — «Мёртвые души» Н. В. Гоголя — Чичиков

Театр Революции
- 1926 — «Конец Криворыльска» Б. С. Ромашова — Лодыжкин
- 1932 — «Мой друг» Н. Ф. Погодина — Гай[3]
- 1932 — «Улица радости» Н. А. Зархи — Спавента
- 1934 — «Личная жизнь» В. А. Соловьёва — Строев
- 1935 — «Ромео и Джульетта» У. Шекспира — Ромео
- 1937 — «Правда» А. Е. Корнейчука — Керенский
- 1939 — «Павел Греков» Б. И. Войтехова и Л. С. Ленча — Павел Греков
- 1940 — «Бесприданница» А. Н. Островского — Сергей Сергеевич Паратов
- «Гибель эскадры» А. Е. Корнейчука — Гайдай
- «Мария Стюарт» Ф. Шиллера — Лейстер

Другие театры (1927—1930 гг.)
- 1927 — «Джума Машид» Г. С. Венецианова' (Одесского русского драматического театра имени А. В. Иванова)
- 1928 — «Бетховен» М. Я. Жижмора — Бетховен (Одесского русского драматического театра имени А. В. Иванова)
- «Разлом» Б. А. Лавренёва — матрос Годун
- «Собор Парижской Богоматери» по В. Гюго — Квазимодо

Театр имени Моссовета
- 1943 — «Нашествие» Л. М. Леонова — Фёдор Иванович Таланов[4]
- 1945 — «Чайка» А. П. Чехова — Константин Гаврилович Треплев

Театр имени Вахтангова
- 1946 — «Сирано де Бержерак» Э. Ростана — Сирано де Бержерак[4]
- 1946 — «Дорога победы» В. А. Соловьёва — Арсений
- 1947 — «Русский вопрос» К. М. Симонова — Гарри Смит
- 1948 — «Накануне» по И. С. Тургеневу — Дмитрий Николаевич Инсаров
- 1949 — «Заговор обречённых» Н. Е. Вирты — Мак-Хилл
- 1950 — «Кирилл Извеков» («Первіе радости») по К. А. Федину — Пастухов
- 1950 — «Миссурийский вальс» Н. Ф. Погодина — Гаротта
- 1953 — «Европейская хроника» А. Н. Арбузова — Шарлюс
- 1953 — «Кандидат партии» А. А. Крона — Алексей Георгиевич Плотовщиков
- 1954 — «Перед заходом солнца» Г. Гауптмана — Маттиас Клаузен
- 1956 — «Необыкновенное дежурство» Е. Лютовского — Осинский
- 1957 — «Большой Кирилл» И. Л. Сельвинского — Керенский
- 1958 — «Гамлет» У. Шекспира — Гамлет
- 1960 — «Двенадцатый час» А. Н. Арбузова — Каретников
- 1962 — «Чёрные птицы» Н. Ф. Погодина — Первозванов

### Радиопостановки
- «Отец Горио» — Вотрен (1961 год)

### Фильмография
- 1933 — Конвейер смерти — князь Сумбатов
- 1933 — Солнце всходит на западе — эпизод
- 1936 — Заключённые — Костя Капитан
- 1937 — Большие крылья — руководящий товарищ
- 1938 — Семья Оппенгейм — Фогельзанг
- 1939 — Минин и Пожарский — Сигизмунд III
- 1940 — Суворов — А. А. Аракчеев
- 1941 — Весенний поток — Валерьян Петрович Грушин, биолог
- 1941 — Мечта — Станислав Коморовский
- 1942 — Боевой киносборник № 10 (новелла «Молодое вино») — Ион Кристья
- 1942 — Котовский — Князь Каракозен, сын князя
- 1942 — Секретарь райкома — полковник Макенау
- 1942 — Убийцы выходят на дорогу — Франц
- 1942 — Юный Фриц — Гитлер
- 1945 — Пятнадцатилетний капитан — Негоро
- 1947 — Марите — ксёндз
- 1947 — Миклухо-Маклай — доктор Брандлер
- 1947 — Русский вопрос — Макферсон
- 1948 — Третий удар — генерал-полковник Эрвин Энекке
- 1949 — Сталинградская битва — Гитлер
- 1949 — У них есть Родина — капитан Роберт Скотт
- 1952 — Максимка — капитан «Бетси»
- 1952 — Садко — Магараджа
- 1955 — Княжна Мери — доктор Вернер
- 1955 — Мексиканец — Келли
- 1955 — Тайна вечной ночи — Николай Христофорович Мерцалов, профессор
- 1957 — Крутые ступени — Прасков
- 1958 — Моцарт и Сальери (фильм-спектакль) — Сальери
- 1965 — Гиперболоид инженера Гарина — Роллинг
- 1965 — Иду на грозу — Аркадий Борисович Голицын, член-корреспондент АН СССР

Озвучивание
- 1963 — Акционеры (анимационный)

## Звания и награды
- Народный артист РСФСР (8 августа 1950)
- Народный артист СССР (1955)
- Сталинская премия первой степени (1948) — за исполнение роли Макферсона в фильме «Русский вопрос» (1947)[13]
- Сталинская премия второй степени (1950) — за исполнение роли американского посла Мак-Хилла в спектакле «Заговор обречённых» Н. Е. Вирты
- Сталинская премия третьей степени (1951) — за исполнение роли Скотта в фильме «У них есть Родина» (1949)
- Два ордена Трудового Красного Знамени (1946, 1950)
- Медаль «За доблестный труд в Великой Отечественной войне 1941—1945 гг.» (1946)
- Медаль «В память 800-летия Москвы»

## Память
- На доме в Москве, где в 1939—1965 годах жил Астангов (Ленинский пр., д. 25), в 1974 году установлена мемориальная доска[14].